# Zaingrub
Zaingrub ist ein Ort und eine Katastralgemeinde der Gemeinde Rosenburg-Mold im Bezirk Horn in Niederösterreich.

## Geografie
Der Ort liegt 5 km südlich von Horn und 4 km nördlich von Gars am Kamp. Die Seehöhe in der Ortsmitte liegt bei 299 Metern. Die Fläche der Katastralgemeinde umfasst 8,05 km². Die Einwohnerzahl beläuft sich auf 69 Einwohner (Stand: 1. Jänner 2025).

## Postleitzahl
In der Gemeinde Rosenburg-Mold finden mehrere Postleitzahlen Verwendung. Zaingrub hat die Postleitzahl 3580.

## Bevölkerung

### Religion
Die überwiegende Mehrheit der Bevölkerung ist Römisch-Katholisch. Der Ort gehörte bis 1783 zur Pfarre Gars, seither zur Pfarre Maria Dreieichen. Im Dorfzentrum befindet sich eine in der 2. Hälfte des 18. Jahrhunderts errichtete Ortskapelle.

### Bevölkerungsentwicklung
| Jahr      | 1830 | 1846 | 1869 | 1951 | 1971 | 1991 | 2001 | 2011 | 2019 | 2022 |
| --------- | ---- | ---- | ---- | ---- | ---- | ---- | ---- | ---- | ---- | ---- |
| Einwohner | 125  | 145  | 125  | 124  | 108  | 101  | 86   | 75   | 62   | 67   |

## Geschichte

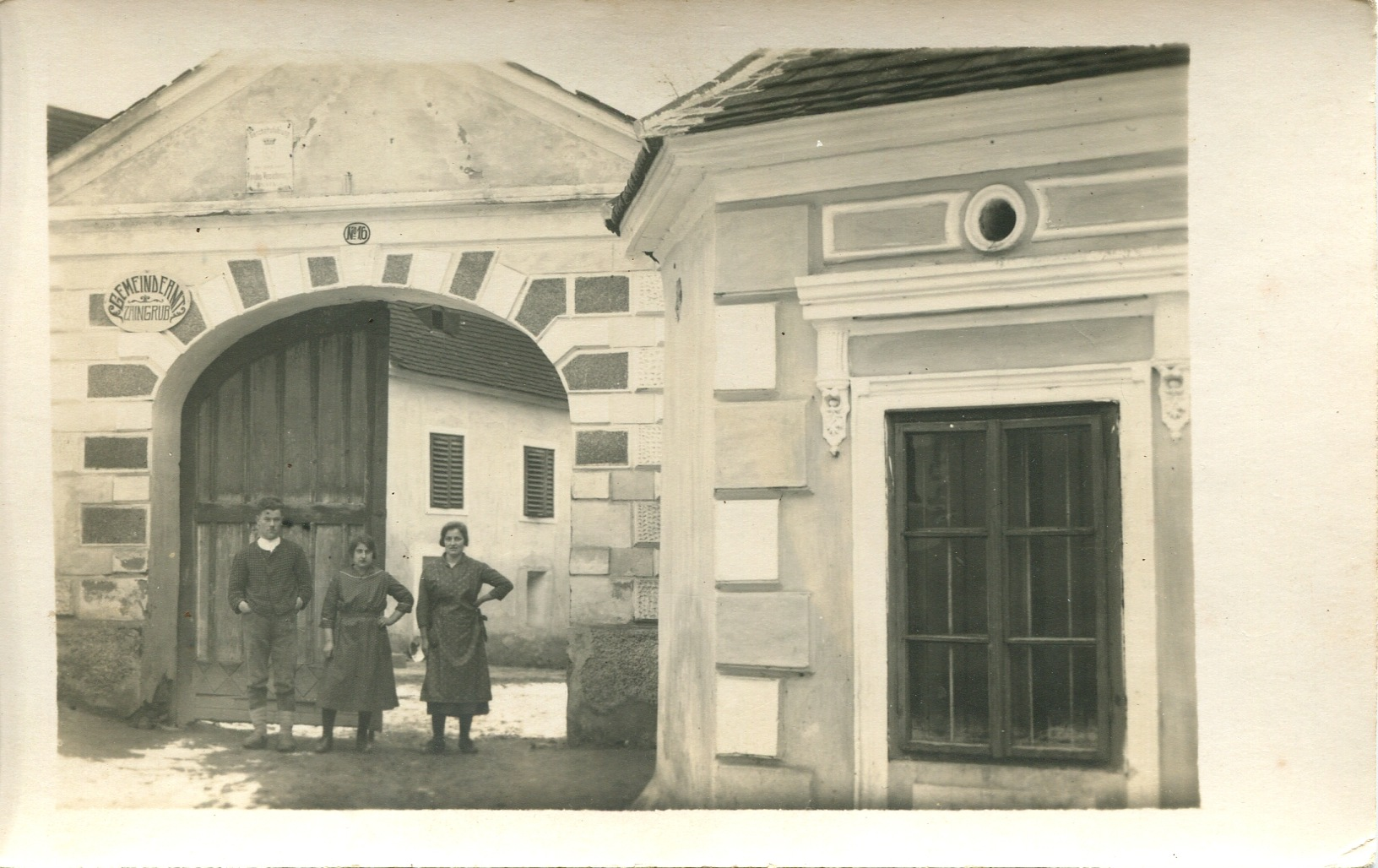
Gemeindeamt Zaingrub, um 1920

Die Gegend um Zaingrub war bereits in der Jungsteinzeit besiedelt, wie Streufunde belegen. Auch konnten Besiedlungsreste aus der jüngeren Eisenzeit (450 v. Chr. – Ende 1. Jahrhundert v. Chr.) sowie germanische Siedlungsbefunde – darunter auch ein Reduktionsofen zur Eisenherstellung – aus dem 1. bis 4. Jahrhundert n. Chr. nachgewiesen werden. Der Ort scheint erstmals 1120 als Sanikov in einer Schenkungsurkunde an das Stift Göttweig auf. In anderen Quellen scheint er auch unter den Ortsnamen Suenkrub, Swentgrub und Sanntgrub auf. Um 1400 finden sich erste Hinweise auf einen befestigten adeligen Ansitz, um 1434 wird das „Haus zu Czaintgrub“ im Lehenbuch Herzog Albrechts V. genannt. 1534 gelangte das Dorf an die Besitzer der Herrschaft HornIn der Neuzeit gehörte der Ort zur Herrschaft Horn und Rosenburg.

1924 wurden das zu Zaingrub gehörende Gebiet im Taffatal, in dem zahlreiche Sommerfrische-Villen entstanden, nach Rosenburg eingemeindet. Laut Adressbuch von Österreich waren im Jahr 1938 in der Ortsgemeinde Zaingrub ein Gastwirt, ein Schmied, ein Zimmermeister und mehrere Landwirte ansässig. Nach dem Anschluss wurde Zaingrub mit dem benachbarten Mörtersdorf nach Mold eingemeindet. Zum 1. Januar 1967 vereinigten sich Zaingrub mit Mold und Mörtersdorf zur Gemeinde Mold. Die Gemeinde Rosenburg-Mold entstand 1971 durch die Zusammenlegung der Gemeinden Rosenburg mit Stallegg und Mold.

## Wirtschaft und Infrastruktur

### Verkehr
Zaingrub liegt an der Gemeindestraße von Gars am Kamp nach Mold. Der Ort ist nicht an den ÖPNV angeschlossen. Die Haltestelle Rosenburg Fa. Patta des Linienbusunternehmens PostBus an der Linie 1310 (Horn – St. Leonhard am Hornerwald) ist 2 km vom Ortszentrum entfernt. Der nächstgelegene Bahnhof der ÖBB ist Bahnhof Rosenburg an der Kamptalbahn.

Seit 1995 fährt der Garser Bus, eine Initiative des Wirtschaftsvereins „Gars Innovativ“, jeweils freitags Zaingrub, alle Ortsteile von Gars am Kamp und weitere Orte der Umgebung an, um Personen, die keinen PKW besitzen und keinen Anschluss an den ÖPNV haben, Einkäufe und Erledigungen in Gars am Kamp zu ermöglichen.

## Kultur und Sehenswürdigkeiten
Ansitz Zaingrub
Bauliche Reste des befestigten Ansitzes Zaingrub haben sich im Haus Nr. 28 erhalten.
Theaterstadl
Im „Theaterstadl“ Zaingrub (Haus Nr. 17 – Mörz) fanden regelmäßig Veranstaltungen des Theater- und Tanzfestivals Szene Bunte Wähne (Nachfolge Szene Waldviertel) statt.